# Saraiella diaclasica
Saraiella diaclasica är en tvåvingeart som beskrevs av Vaillant 1981. Saraiella diaclasica ingår i släktet Saraiella och familjen fjärilsmyggor. Inga underarter finns listade i Catalogue of Life.